# Mati išče mojstra
Mati išče mojstra je novela Jožeta Kerenčiča, ki je izšla leta 1951 pri založbi Mladinska knjiga. Ilustriral jo je Janez Vidic.

## Analiza
Pisatelj je v noveli Mati išče mojstra prikazal problematiko družbenih odnosov.
Glavna literarna lika sta Vanček in njegova mati. Vanček je najmlajši otrok v družini, katerega bratje in sestre stalno pretepajo in izsiljujejo. Je dobrosrčen, ustvarjalen, vztrajen in občasno trmast človek. Spoštuje ljudi okoli sebe, do matere čuti strahospoštovanje. 
Pomembne stranske osebe pa so oče, Pavel, Lojze in Lukman. Književni čas ni neposredno določen, vendar iz literarnih signalov (očetove povojne rane) sklepamo, da gre za povojni čas. Književni prostor je posredno določen, dogajanje poteka v okolišu 
srednje-goriške Radgone. V besedilu se pojavijo motivi izsiljevanja, pretepanja, iskanja zaposlitve in revščine.